# Open House
Pour plus de détails, voir Fiche technique et Distribution.
Open House est un film américain réalisé par Jag Mundhra, sorti en 1987.

## Fiche technique
- Titre : Open House
- Réalisation : Jag Mundhra
- Scénario : Jag Mundhra et David M. Evans
- Photographie : Robert Hayes
- Musique : Jim Studer
- Production : Sultan Allaudin, Gabriella Belloni, Victor Bhalla et Sandy Cobe
- Décors : Naomi Shohan
- Pays d'origine : États-Unis
- Format : Couleurs - Mono
- Genre : horreur
- Durée : 95 minutes
- Dates de sortie : 1987

## Distribution
- Joseph Bottoms : Dr. David Kelley
- Adrienne Barbeau : Lisa Grant
- Rudy Ramos : Rudy Estevez
- Mary Stävin : Katie Thatcher
- Scott Thompson Baker : Joe Pearcy
- Darwyn Swalve : Harry
- Robert Bullock : Lenny